# Rosenow (Lützow)
Rosenow ist ein Ortsteil der Gemeinde Lützow im Landkreis Nordwestmecklenburg.

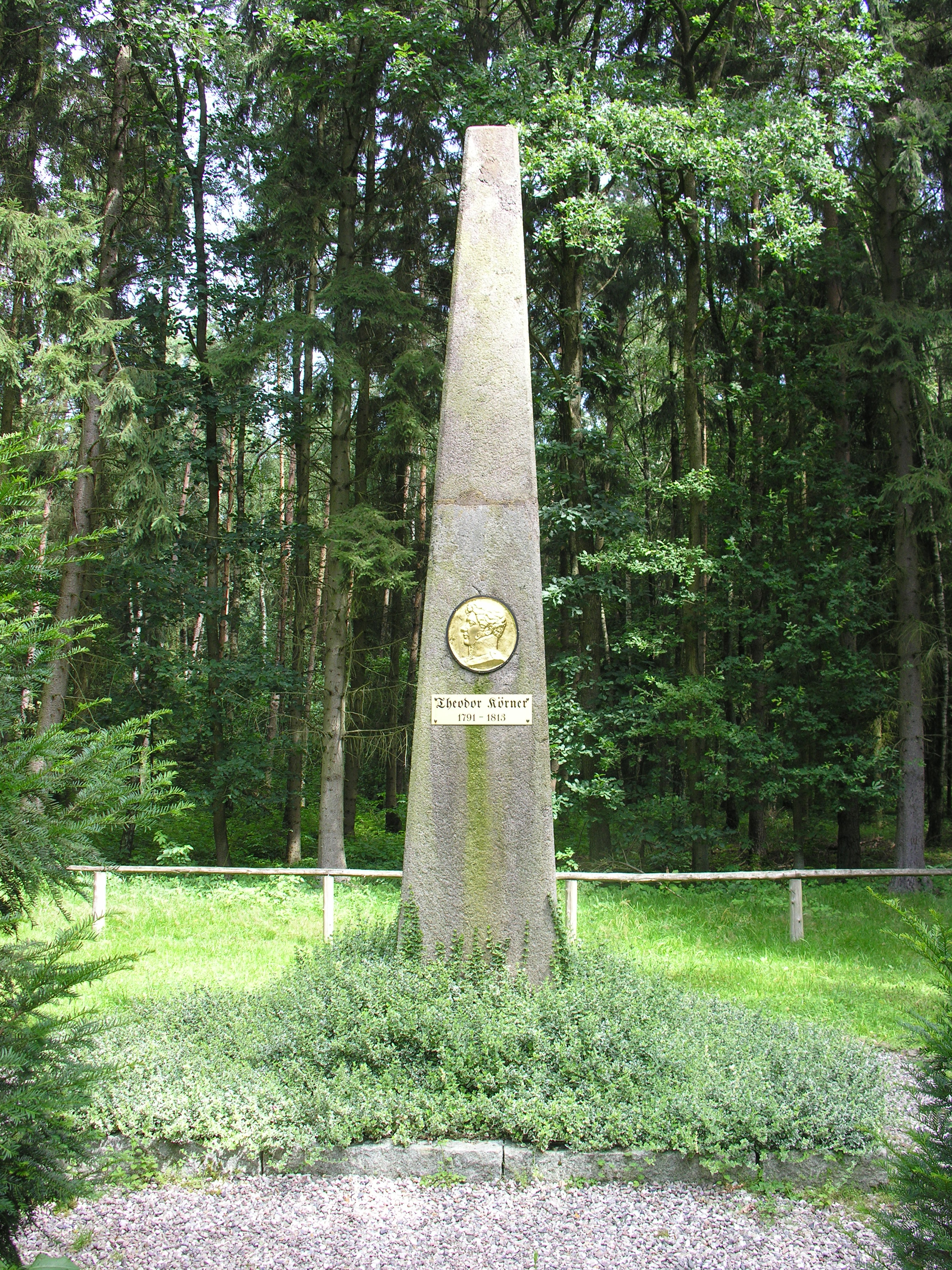
Körner-Denkmal

Im Forst von Rosenow starb am 26. August 1813 der Schriftsteller Theodor Körner bei einem Scharmützel mit Truppen Napoleons. An das Gefecht erinnert das Theodor-Körner-Denkmal. Das Porträtrelief aus Bronze des Bildhauers Wilhelm Wandschneider wurde 1913 im Rahmen einer Feier zu Körners 100. Todestag angebracht und feierlich geweiht. Körner wurde in Wöbbelin beerdigt.